# Margrete af Parma
Margrete af Parma (født 5. juli 1522, død 18. januar 1586) var statholder i De Habsburgske Nederlande 1559–1567 og 1578–1582. Hun var udenomsægteskabelig datter af den tysk-romerske kejser Karl 5. og hans elskerinde Johanna Maria van der Gheynst. Gennem sine ægteskaber med italienske fyrster var hun  hertuginde af Firenze og siden af Parma og Piacenza.

## Opvækst
Margaretas mor var tjenestepige hos Karl 1. af Lalaing og flamlænder. Margareta voksede op i Mechelen under tilsyn af to magtfulde slægtninge af den spanske og østrigske Habsburg-slægt, hendes grandtante Margrete af Østrig, hertuginde af Savoyen og hendes tante Marie af Ungarn, som var guvernører for Nederlandene i henholdsvis 1507-1530 og 1530-1555.
Som femårig blev hun i 1527 forlovet med pavens nevø, Alessandro de' Medici, hertug af Firenze, som et led i hendes fars ambition om at få indflydelse i Italien. Ægteskabsaftalen blev undertegnet i 1529. Skønt hun var født uden for ægteskab, anerkendte Karl Margrete som sin datter, og han sørgede for, at hun fik en god uddannelse, først og fremmest ved en række fyrstehuse i Italien. Hun beherskede flere sprog, men foretrak italiensk efter opholdet i Italien.
I 1536 stod brylluppet med Alessandro, men han blev myrdet året efter. Den femtenårige enke blev gift med Ottavio Farnese, hertug af Parma, en fjortenårig sønnesøn af pave Paul 3. Skønt dette ægteskab ikke var særlig lykkeligt, gav det Margrete nogle års ophold i Rom, og hun fødte tvillingedrenge, hvoraf den ene døde som spæd. Parret levede adskilt, og Margrete holdt sit eget hof. Hun kom i en noget vanskelig situation, da paven og kejseren blev uenige om, hvem der skulle herske over Parma. Det blev løst, da huset Farnese i 1555 blev anerkendt af Spanien som retmæssige herskere over Parma mod at få myndigheden over hendes søn.

## Guvernør for Nederlandene
I 1555 rejste hun til Nederlandene, hvor hun lod sin halvbror, Filip 2., tage sig af opdragelsen af hendes søn. Da Filip i 1559 forlod Nederlandene for at tage til Spanien, overlod han guvernørposten til Margrete. Det er tænkeligt, at Margrete kunne have haft lige så stort held med varetagelsen af dette embede som sine forgængere, hvis tiderne havde været rolige, men det var de ikke. Der var større og større utilfredshed i Nederlandene med inkvisitionen og det spanske despoti, ligesom Filip havde givet hende magten mere af navn end af gavn. Han forfulgte sine egne ideer, og det resulterede i den nederlandske opstand. Hun blev påtvunget rådgivning fra en lille kreds af Filips betroede folk, heriblandt kardinal Granvelle, der skulle blive meget hadet i Nederlandene. Granvelle rejste i eksil i 1564, hvorefter Viglius overtog formandsposten blandt rådgiverne. Men reelt var det nu Filip, der skulle godkende alle beslutninger. Det var ret uheldigt, da det kunne dage måneder for et brev at komme fra Spanien til Nederlandene. I 1565 protesterede en gruppe nederlandske adelige, og Margrete lovede at standse den religiøse forfølgelse, da hun ikke havde styrker at sætte mod oprørerne. I 1566 fandt en række ikonoklastiske oprør sted over hele Nederlandene, men det lykkedes Margrete at bringe dem til ophør. Året efter sendte Filip hærstyrker ledet af hertugen af Alba til landet til støtte for Margrete. Imidlertid advarede Margrete Filip om, at indgreb fra hertugen af Alba ville føre til en katastrofe. Da hun indså, at hun ikke havde nogen indflydelse på Filips beslutninger, valgte hun at frasige sig guvernørembedet samme år.

## De sidste år
Efter at have fratrådt guvernørposten rejste Margrete tilbage til Italien til L'Aquila. Hun blev udpeget til guvernør for Abruzzo, hvor hun havde arvet et gods fra sin mand. Hun var nu rådgiver for sin søn samt sin halvbror, Johan af Østrig. I 1578 blev hendes søn, Alexander Farnese, udpeget til generalguvernør af Nederlandene, og Filip udpegede Margrete som hans medregent ud fra tanken om, at de to kunne komplementere hinanden. Det viste sig imidlertid, at mor og søn ikke evnede at samarbejde, hvorfor Margrete trak sig tilbage til Namur i 1582. Filip gav hende året efter lov til at vende tilbage til Italien. Hun døde i Ortona i 1586 og blev begravet i Piacenza.
Charlie R. Steen beskriver hende som "en kvinde dedikeret til kompromis og forlig i offentlige anliggender."